# Intelsat 709
O Intelsat 709 (também conhecido por IS-709 e Intelsat 7-F9) foi um satélite de comunicação geoestacionário construído pela Space Systems/Loral (SSL). Ele esteve localizado na posição orbital de 47,5 graus de longitude leste e era propriedade da Intelsat, empresa sediada atualmente em Luxemburgo. O satélite foi baseado na plataforma LS-1300 e sua vida útil estimada era de 15 anos. O mesmo saiu de serviço em fevereiro de 2013 e foi transferido para a órbita cemitério.

## Lançamento
O satélite foi lançado com sucesso ao espaço no dia 15 de junho de 1996, às 06:55:09 UTC, por meio de um veículo Ariane 44LP a partir do Centro Espacial de Kourou, na Guiana Francesa. Ele tinha uma massa de lançamento de 4.180 kg.

## Capacidade e cobertura
O Intelsat 709 era equipado com 26 transponders em banda C e 10 em banda Ku para fornecer serviços de business-to-home de transmissão direta de televisão, telecomunicações e VSATnetworks para região do Oceano Atlântico.